# 阿爾巴尼 (伊利諾伊州)
阿爾巴尼（英語：Albany）是位於美國伊利諾伊州懷特塞德縣的一個村落。

## 地理
阿爾巴尼的座標為41°47′18″N 90°13′09″W / 41.78833°N 90.21917°W，而該地最高點為海拔高度188米（即617英尺）。

## 人口
根據2010年美國人口普查的數據，阿爾巴尼的面積為2.79平方千米，當中陸地面積為2.79平方千米，而水域面積為0.00平方千米。當地共有人口891人，而人口密度為每平方千米319人。